# Lynn Margulisová
Lynn Margulis (5. března 1938 – 22. listopadu 2011) byla americká bioložka a univerzitní profesorka na University of Massachusetts Amherst. Od roku 1983 byla také členkou Národní akademie věd Spojených států amerických.
V roce 1966 zveřejnila teoretickou práci nazvanou On the Origin of Mitosing Cells, ve které předložila teorie, že některé organely v eukaryotických buňkách, jako jsou mitochondrie nebo chloroplasty, mohou být symbiotického původu: původně to byly samostatné bakterie, které eukaryotní buňky v průběhu evolučního času asimilovaly.
Tuto studii však, jak sama vzpomínala, odmítlo na patnáct odborných vědeckých periodik. Nakonec však tato studie byla přijata a dnes se považuje za jeden z hlavních milníků ve vývoji endosymbiotické teorie.